# Adrian Jardine
Pour les articles homonymes, voir Jardine.
Adrian Jardine (né le 23 août 1933) est un marin britannique ayant participé aux Jeux olympiques d'été de 1968. Il concourt dans la catégorie des 5,5 mètres JI et remporte la médaille de bronze avec ses coéquipiers Robin Aisher et Paul Anderson.

## Palmarès

### Jeux olympiques
- Jeux olympiques de 1968 à Mexico,  Mexique
  -  Médaille de bronze